# Copa Petrobras Argentina 2001
Il Copa Petrobras Argentina 2001 è stato un torneo di tennis facente parte della categoria ATP Challenger Series nell'ambito dell'ATP Challenger Series 2001. Il torneo si è giocato a Buenos Aires in Argentina dal 12 al 18 novembre 2001 su campi in terra rossa.

## Vincitori

### Singolare
Agustín Calleri ha battuto in finale  David Nalbandian con il punteggio di 3–6, 6–1, 6–3

### Doppio
Federico Browne /  Ignacio Hirigoyen hanno battuto in finale  Gastón Etlis /  Martin Rodriguez con il punteggio di 6–4, 7–6(6)